# VN-Bureau voor Drugs en Criminaliteit
De VN-Bureau voor Drugs en Criminaliteit (Engels:United Nations Office on Drugs and Crime afgekort UNODC) is een organisatie van de Verenigde Naties die in 1997 werd opgericht als het Office for Drug Control and Crime Prevention, door een samengaan van de United Nations International Drug Control Programme (UNDCP) en de Crime Prevention and Criminal Justice Division in het VN-kantoor te Wenen. 
In 2002 omgedoopt tot het VN-Bureau voor Drugs en Criminaliteit UNODC.
De focus van het UNODC ligt op de bestrijding van de handel in en het misbruik van illegale drugs, misdaadpreventie en strafrecht, internationaal terrorisme en politieke corruptie. Het UNODC is lid van de Duurzame Ontwikkelingsgroep van de Verenigde Naties (UNSDG)

## Doelstellingen
Het UNODC is opgericht om de VN te helpen bij het beter aanpakken van een gecoördineerde, alomvattende reactie op de onderling samenhangende kwesties van illegale handel in en misbruik van drugs, misdaadpreventie en strafrecht, internationaal terrorisme en politieke corruptie. Deze doelen worden nagestreefd door middel van drie primaire functies: onderzoek, begeleiding en ondersteuning van regeringen bij de goedkeuring en implementatie van verschillende misdaad-, drugs-, terrorisme- en corruptie gerelateerde conventies, verdragen en protocollen, evenals technische / financiële bijstand aan genoemde regeringen om hun respectieve situaties en uitdagingen op deze gebieden het hoofd te bieden.
Het bureau streeft ernaar om op de lange termijn regeringen beter uit te rusten om drugs-, misdaad-, terrorisme- en corruptie gerelateerde kwesties aan te pakken, om de kennis over deze kwesties bij overheidsinstellingen en -agentschappen te maximaliseren, en ook om het bewustzijn van genoemde zaken in de publieke opinie, wereldwijd, nationaal en op gemeenschapsniveau te maximaliseren. 
In samenwerking met de Wereldbank ondersteunt UNODC via het Stolen Asset Recovery Initiative (StAR) sedert 2007 internationale inspanningen om het witwassen van corrupte fondsen te bestrijden, en (ontwikkelings-)landen juridisch en technisch te assisteren bij het opsporen ervan.
Ongeveer 90% van de financiering van het Bureau is afkomstig van vrijwillige bijdragen, voornamelijk van overheden.
De belangrijkste thema's waar UNODC zich mee bezighoudt: 
- Alternatieve Ontwikkeling
- Anti-corruptie
- Drugspreventie, -Behandeling en Zorg
- Georganiseerde Misdaad
- Gevangenishervorming en Misdaadpreventie
- HIV en AIDS
- Mensenhandel en Migrantensmokkel
- Piraterij
- Strafrecht
- Terrorisme Preventie
- Witwassen van Geld

## Organisatiestructuur
Het United Nations Crime Prevention and Criminal Justice Programme Network (PNI) is een netwerk dat bestaat uit UNODC en vele misdaad gerelateerde instituten en andere centra over de hele wereld. Het doel is de internationale samenwerking op het gebied van misdaadpreventie en strafrecht te versterken. Het netwerk faciliteert de "uitwisseling van informatie, onderzoek, opleiding en openbaar onderwijs".
UNODC, dat vanaf 2020 wereldwijd ongeveer 3400 mensen tewerkstelt, heeft zijn hoofdkantoor in Wenen, Oostenrijk, met 115 veldkantoren en twee verbindingskantoren in Brussel en in New York. De secretaris-generaal van de Verenigde Naties benoemt de uitvoerend directeur van het agentschap. Yuri Fedotov, de voormalige Russische ambassadeur in het Verenigd Koninkrijk, bekleedde deze functie van 2010 tot 2019, toen de secretaris-generaal van de Verenigde Naties aankondigde dat mevrouw Ghada Fathi Waly van Egypte hem zou vervangen als uitvoerend directeur van UNODC en directeur-generaal van het kantoor van de Verenigde Naties in Wenen.
UNODC omvat het secretariaat van het International Narcotics Control Board (INCB).
Het agentschap is lid van de United Nations Sustainable Development Group (UNSDG).